# Doppelrotor

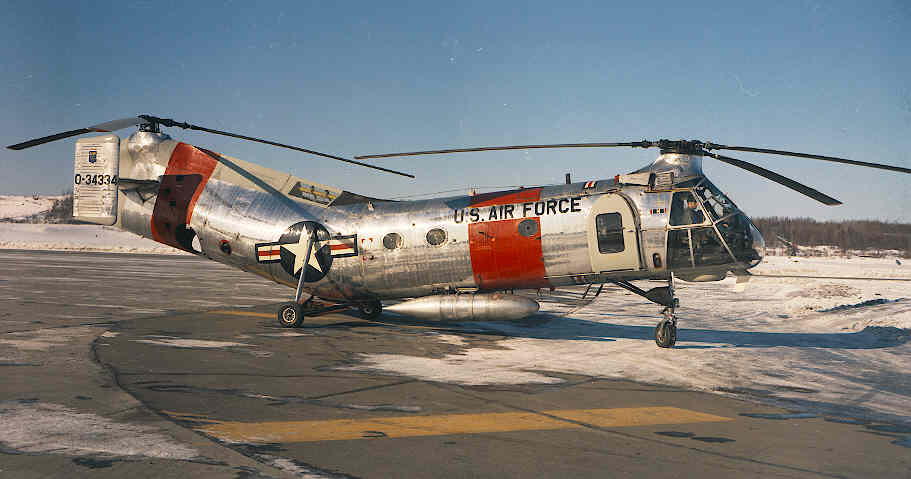
Piasecki H-21B mit Doppelrotor.

Als Doppelrotor bezeichnet man bei Hubschraubern die Verwendung von zwei in der Regel gleich großen Hauptrotoren, bei denen sich durch entgegengesetzten Drehsinn deren Drehmoment (Giermoment) ausgleicht. Durch die Koppelung beider Rotoren über ihre Getriebe oder Transmissionswellen ist für den synchronen Lauf bei allen Betriebszuständen gesorgt. Bei der Konstruktion unterscheidet man:
- Tandem-Konfiguration: Die Rotoren sind in Flugrichtung hintereinander angeordnet, wobei die hintere der beiden Rotorebenen meist höher als die vordere ist.
- Transversale Rotoren: Die Rotoren sind nebeneinander angeordnet, meist an Auslegern
- Flettner-Doppelrotor: Um einen geringen Winkel auseinanderlaufende Rotorachsen
- Koaxialrotor: Übereinander auf einer Achse angeordnete Rotoren

Doppelrotoren werden auch bei einigen VTOL- sowie Wandel-Flugzeugen in Querachse angeordnet, analog zu den Hubschraubern mit seitlichen Rotoren, zum Beispiel bei der Bell-Boeing V-22. Beim Übergang in den Horizontalflug dienen sie als Propeller. 